# Ski alpin aux Jeux paralympiques de 1976
Navigation
Geilo 1980
Les épreuves de ski alpin aux Jeux paralympiques d'hiver de 1976 se tiennent du 21 au 28 février 1976 à la station alpine de Örnsköldsvik (Suède). Les épreuves sont réservés au handicap physique.

## Compétition
Les épreuves au programme sont le slalom, le slalom géant et le combiné.
À chaque épreuve, il y a une course pour chaque catégorie de handicap
- I - debout, amputation d'une seule jambe au-dessous du genou
- II - debout, amputation d'une seule jambe au-dessus du genou
- III - debout, amputation d'un bras
- IV A - debout, amputation des deux jambes sous le genou, infirmité motrice cérébrale légère ou déficience équivalente
- IV B - debout, amputation des deux bras

## Médaillés

### Hommes
| Épreuves                | Or                         | Argent                     | Bronze                     |
| Debout - Catégorie I    | Debout - Catégorie I       | Debout - Catégorie I       | Debout - Catégorie I       |
| ----------------------- | -------------------------- | -------------------------- | -------------------------- |
| Slalom géant            | Ulli Helmbold (FRG)        | Hans Strasser (FRG)        | Franz Meister (AUT)        |
| Slalom                  | Franz Meister (AUT)        | Peter Perner (AUT)         | Hans Strasser (FRG)        |
| Combiné                 | Hans Strasser (FRG)        | Franz Meister (AUT)        | Walter Laurer (AUT)        |
| Debout - Catégorie II   |                            |                            |                            |
| Slalom géant            | Eugen Diethelm (SUI)       | Herbert Millendorfer (AUT) | Rémy Arnod (FRA)           |
| Slalom                  | Josef Meusburger (AUT)     | Peter Portisch (FRG)       | Herbert Millendorfer (AUT) |
| Combiné                 | Herbert Millendorfer (AUT) | Eugen Diethelm (SUI)       | Rémy Arnod (FRA)           |
| Debout - Catégorie III  |                            |                            |                            |
| Slalom géant            | Heinz Moser (SUI)          | Manfred Brandl (AUT)       | Franz Perner (AUT)         |
| Slalom                  | Heinz Moser (SUI)          | Manfred Brandl (AUT)       | Franz Perner (AUT)         |
| Combiné                 | Heinz Moser (SUI)          | Manfred Brandl (AUT)       | Franz Perner (AUT)         |
| Debout - Catégorie IV A |                            |                            |                            |
| Slalom géant            | Bernard Baudéan (FRA)      | Anton Berger (AUT)         | Anton Ledermaier (AUT)     |
| Slalom                  | John Gow (CAN)             | Richard Prager (FRG)       | Bernard Baudéan (FRA)      |
| Combiné                 | Bernard Baudéan (FRA)      | Richard Prager (FRG)       | Anton Berger (AUT)         |
| Debout - Catégorie IV B |                            |                            |                            |
| Slalom géant            | Adolf Hagn (AUT)           | Horst Morokutti (AUT)      | Peter Braun (FRG)          |
| Slalom                  | Felix Gisler (SUI)         | Horst Morokutti (AUT)      | Willi Berger (AUT)         |
| Combiné                 | Horst Morokutti (AUT)      | Adolf Hagn (AUT)           | Willi Berger (AUT)         |

### Femmes
| Épreuves                | Or                          | Argent                | Bronze                |
| Debout - Catégorie I    | Debout - Catégorie I        | Debout - Catégorie I  | Debout - Catégorie I  |
| ----------------------- | --------------------------- | --------------------- | --------------------- |
| Slalom géant            | Annemie Schneider (FRG)     | Brigitte Rajchl (AUT) | Ursula Steiger (AUT)  |
| Slalom                  | Annemie Schneider (FRG)     | Ursula Steiger (AUT)  | Brigitte Rajchl (AUT) |
| Combiné                 | Annemie Schneider (FRG)     | Brigitte Rajchl (AUT) | Ursula Steiger (AUT)  |
| Debout - Catégorie II   |                             |                       |                       |
| Slalom géant            | Irene Moillen (SUI)         | Heidi Jauk (AUT)      | Lorna Manzer (CAN)    |
| Slalom                  | Irene Moillen (SUI)         | Heidi Jauk (AUT)      | Lorna Manzer (CAN)    |
| Combiné                 | Irene Moillen (SUI)         | Heidi Jauk (AUT)      | NC                    |
| Debout - Catégorie III  |                             |                       |                       |
| Slalom géant            | Eva Lemezova (TCH)          | Traudl Weber (FRG)    | NC                    |
| Slalom                  | Eva Lemezova (TCH)          | Traudl Weber (FRG)    | NC                    |
| Combiné                 | Eva Lemezova (TCH)          | Traudl Weber (FRG)    | NC                    |
| Debout - Catégorie IV A |                             |                       |                       |
| Slalom géant            | Elisabeth Osterwalder (SUI) | NC                    | NC                    |
| Debout - Catégorie IV B |                             |                       |                       |
| Slalom géant            | Petra Merkott (FRG)         | NC                    | NC                    |
| Slalom                  | Petra Merkott (FRG)         | NC                    | NC                    |
| Combiné                 | Petra Merkott (FRG)         | NC                    | NC                    |

## Tableau des médailles
| Rang  | Nation               | Or | Argent | Bronze | Total |
| ----- | -------------------- | -- | ------ | ------ | ----- |
| 1     | Suisse               | 9  | 1      | 0      | 10    |
| 2     | Allemagne de l'Ouest | 8  | 7      | 2      | 17    |
| 3     | Autriche             | 5  | 16     | 13     | 34    |
| 4     | Tchécoslovaquie      | 3  | 0      | 0      | 3     |
| 5     | France               | 2  | 0      | 3      | 5     |
| 6     | Canada               | 1  | 0      | 2      | 3     |
| Total | Total                | 28 | 24     | 20     | 72    |